# Meunasah Krueng (Ulim)
Meunasah Krueng is een bestuurslaag in het regentschap Pidie Jaya van de provincie Atjeh, Indonesië. Meunasah Krueng telt 343 inwoners (volkstelling 2010).